# Dibujantes por la Igualdad de Género
Dibujantes por la igualdad de Género (traducibile in italiano come Disegnatori per la Parità tra i Sessi) è una movimento nato nel 2007 da Enio Navarro. Con l'obiettivo di sostenere la parità tra i due sessi tramite le illustrazioni, fino al 2012 ha realizzato mostre in Spagna, Messico, Cuba, Svezia e Singapore, tra gli altri al Real Casa de Correos a Madrid, all'Università Nazionale Autonoma in Città del Messico, all'Università di Umeå a Umeå e al Museo Regional de Historia de Colima a Colima.
Gli artisti della mostra provengono da sedici paesi. Alcuni dei quali sono Vladdo (Colombia), Florian Doru Crihana (Romania) ed altri artisti provenienti da Argentina, Cina, Stati Uniti d'America, Polonia, Bulgaria, Costa Rica, Norvegia, Cuba, Marocco, Spagna, Ecuador, Repubblica Dominicana, Messico, Hong Kong, Singapore e Perù.
Per la mostra fatta nel marzo del 2007 a Madrid il ministro del Lavoro e delle Donne spagnolo Juan José Güemes parlò positivamente dell'iniziativa. Le mostre fatte dal movimento sono state ben accolte anche dalla critica e molto giornali, blog e associazioni hanno pubblicato recensioni sulle mostre fatte.

## Tour

### 2007
- Salone d'esposizione Galileo, Madrid (Spagna).
- Salone d'esposizione Latinarte, Madrid (Spagna).
- Centro culturale La Paloma, Madrid (Spagna).
- Centro giovanile Villa de Vallecas, Madrid (Spagna).

### 2008
- Sede centrale Poste Reali, Madrid (Spagna).
- Museo del Palazzo dello Stato di Oaxaca, Oaxaca (Messico).

### 2009
- UNAM (Università Autonoma del Messico), Città del Messico (Messico).
- Museo Regionale di Colima, Colima (Messico).
- Francisco Velázquez, L'Avana (Cuba).
- Università di Umeå, Umeå (Svezia).
- Galleria Pintores, Cáceres (Spagna).

### 2010
- Galleria La Musa, Baracoa (Cuba).

### 2011
- Palazzo di Giustizia di Xalapa, Veracruz (Messico).[6]

### 2012
- Palazzo di Giustizia di San Cristóbal de las Casas, Chiapas (Messico).
- Palazzo di Giustizia di Yucatán, Yucatán (Messico).

### 2013
- The Arts House, Singapore.[7]
- Palazzo Ducale di Pastrana, Guadalajara (Spagna).[8]